# Wilhelm von Tegetthoff

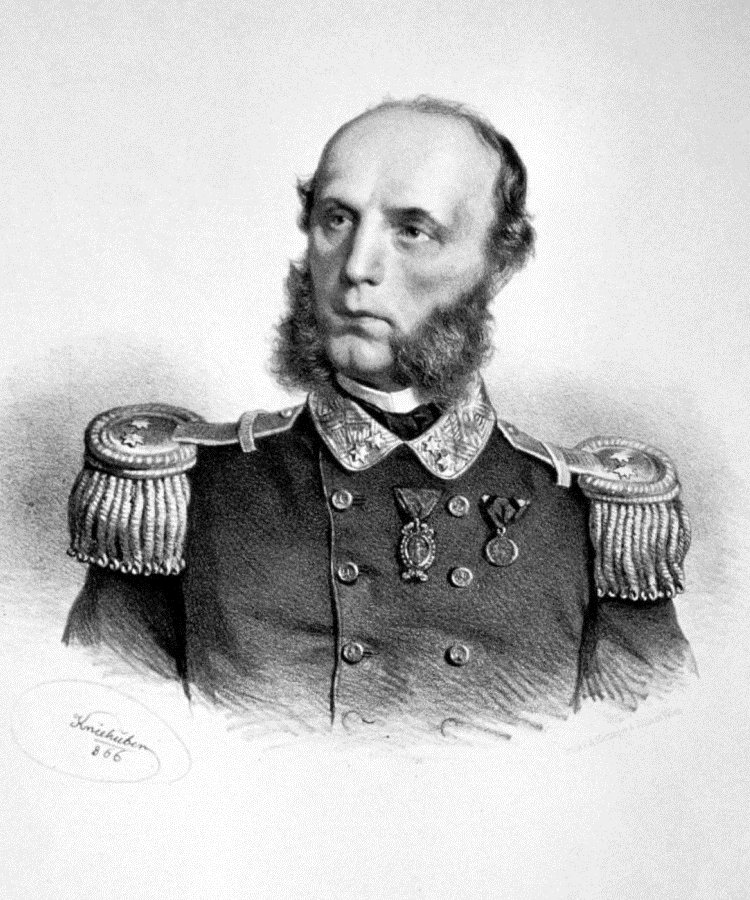
Wilhelm Tegetthoff, Lithographie von Joseph Kriehuber, 1866

Wilhelm von Tegetthoff (* 23. Dezember 1827 in Marburg an der Drau, Untersteiermark; † 7. April 1871 in Wien) war Vizeadmiral und Kommandant der österreichischen bzw. österreichisch-ungarischen Kriegsmarine.

## Biografie

### Familie
Wilhelm von Tegetthoff wurde 1827 als Sohn des k.k. Oberstleutnants Franz Carl Gabriel von Tegetthoff und der Leopoldine Czermak, Tochter des Fürstenbergischen Amtsdirektors Josef Czermak, geboren. Die Familie Tegetthoff war im 18. Jahrhundert von Maria Theresia geadelt worden, deren Initialen sie auch im Wappen führt. Mütterlicherseits war er mit dem Wiener Bürgermeister Baron Seiller verwandt.
Tegetthoffs Vorfahren stammten aus Westfalen. Urkundlich lassen sich diese bis ins 17. Jahrhundert nachweisen: Der Urgroßvater Wilhelm Tegetthoffs, Johann Wilhelm Tegetthoff, 1701 in Paderborn geboren, diente in der kaiserlichen Armee. Im Siebenjährigen Krieg als Rittmeister bei den Esterházy-Husaren wurde er am 27. Juli 1765 in den erblichen Adelsstand erhoben. Er starb 1780 in Eisenstadt.
Von seinen fünf Söhnen erhielt der mittlere, Josef, in den Kriegen gegen Frankreich das Ritterkreuz des Maria-Theresien-Ordens. Sein älterer Bruder Ignaz, der Großvater von Wilhelm von Tegetthoff, diente als Offizier im Infanterieregiment Nr. 47 und nahm ebenfalls an den Kriegen gegen Frankreich teil. Er trat 1803 in den Ruhestand und starb 1822 in Wieliczka in Galizien. Seiner Ehe mit Josepha Böhm, einer Pragerin, entstammten zwei Söhne und eine Tochter: Franz Wenzel und Franz Carl Gabriel sowie Sophie Frederike. Franz Carl Gabriel von Tegetthoff, der Vater des Admirals, trat 1805 in die kaiserliche Armee ein.

### Ausbildung zum Seeoffizier
Tegetthoff hätte, wäre es nach seinen Eltern gegangen, einen Zivilberuf ergriffen, es zog ihn jedoch zur See und sein Vater ließ ihn gewähren. So besuchte er von 1840 bis 1845 die österreichische k.k. Marine-Kadettenschule (Cesarea regia scuola dei cadetti di marina) in Venedig und wurde dort als Marinekadett abgemustert. Am 23. Juli 1845 ging er erstmals im regulären Dienst an Bord eines Schiffes.
Die Revolution von 1848 und die folgenden Veränderungen förderten Tegetthoffs schnelle Karriere. Er machte 1848/49 die Blockade von Venedig mit und wurde danach bei vielen Fahrten und Expeditionen der kaiserlichen Marine bis in die Levante und zu den sogenannten Barbareskenstaaten verwendet.

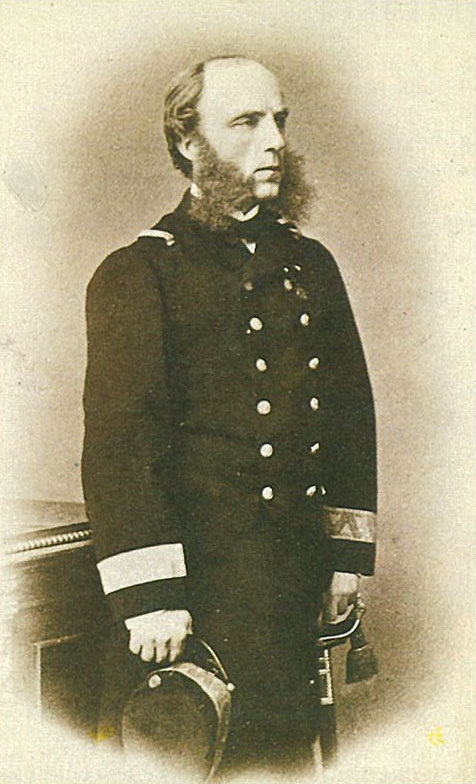
Porträt von 1866 (Fotografie)

### Erste Erfolge
1854 wurde Tegetthoff zum Kommandanten des
Kriegsschoners Elisabeth berufen. Zu dieser Zeit wurden die Schiffe, auch die Kriegsmarine, intensiv auf die Dampfkraft umgerüstet. 1855 erhielt er das Kommando über den Raddampfer Taurus, der sein Einsatzgebiet im Donaudelta hatte, wo die Interessen Österreichs, Russlands und des Osmanischen Reichs aufeinander und auf das wachsende Selbstbewusstsein der dort siedelnden Völker stießen. Der junge Seeoffizier fiel dort durch hervorragende Leistungen auch im diplomatischen und organisatorischen Bereich auf.
1857 bereiste er im Auftrag von Erzherzog Ferdinand Maximilian als Kommandanten der k.k. Kriegsmarine gemeinsam mit Theodor von Heuglin das Rote Meer. Zwischen El Quseir und dem östlichsten Punkt von Afrika sollten beide mögliche Stützpunkte für österreichische Schiffe suchen, die bis zur Fertigstellung des Sues-Kanals eingerichtet werden sollten. Die Insel Socotra in der heutigen Republik Jemen sollte auch auf Eignung inspiziert und eventuell gleich gekauft werden. Heuglin musste wegen einer Speerverletzung abbrechen und reiste über Aden nach Suez zurück. Tegetthoff erreichte Sokotra und empfahl letztendlich den Erwerb der Insel zur Errichtung eines Flottenstützpunktes und eines Sträflingslagers, was jedoch nie realisiert wurde.
1859/1860 nahm er, von Marinekommandant Erzherzog Ferdinand Max, Bruder von Kaiser Franz Joseph I., berufen, an der Reise des Erzherzogs nach Brasilien teil. Die weitere Karriere ging sehr schnell voran: 1861 wurde Tegetthoff zum Linienschiffskapitän (entspricht in der Deutschen Marine einem Kapitän zur See, im Heer einem Oberst) befördert. Damit verbunden war das Kommando der österreichischen Flottenabteilung in der Levante.

### Seegefecht bei Helgoland 1864
Im Deutsch-Dänischen Krieg, auf deutscher Seite von Österreich und Preußen geführt, kämpfte er 1864 gegen Dänemark. Beim Seegefecht bei Helgoland (9. Mai 1864) gab es keinen Sieger. Beide Seiten, die Dänen und die Österreicher, betrachteten das Seegefecht trotz erheblicher Verluste als Sieg. Am Tage nach dem Gefecht wurde Tegetthoff mit 37 Jahren zum jüngsten Contreadmiral der k.k. Kriegsmarine befördert und mit dem Orden der Eisernen Krone 2. Klasse ausgezeichnet.

### Sieg bei Lissa 1866

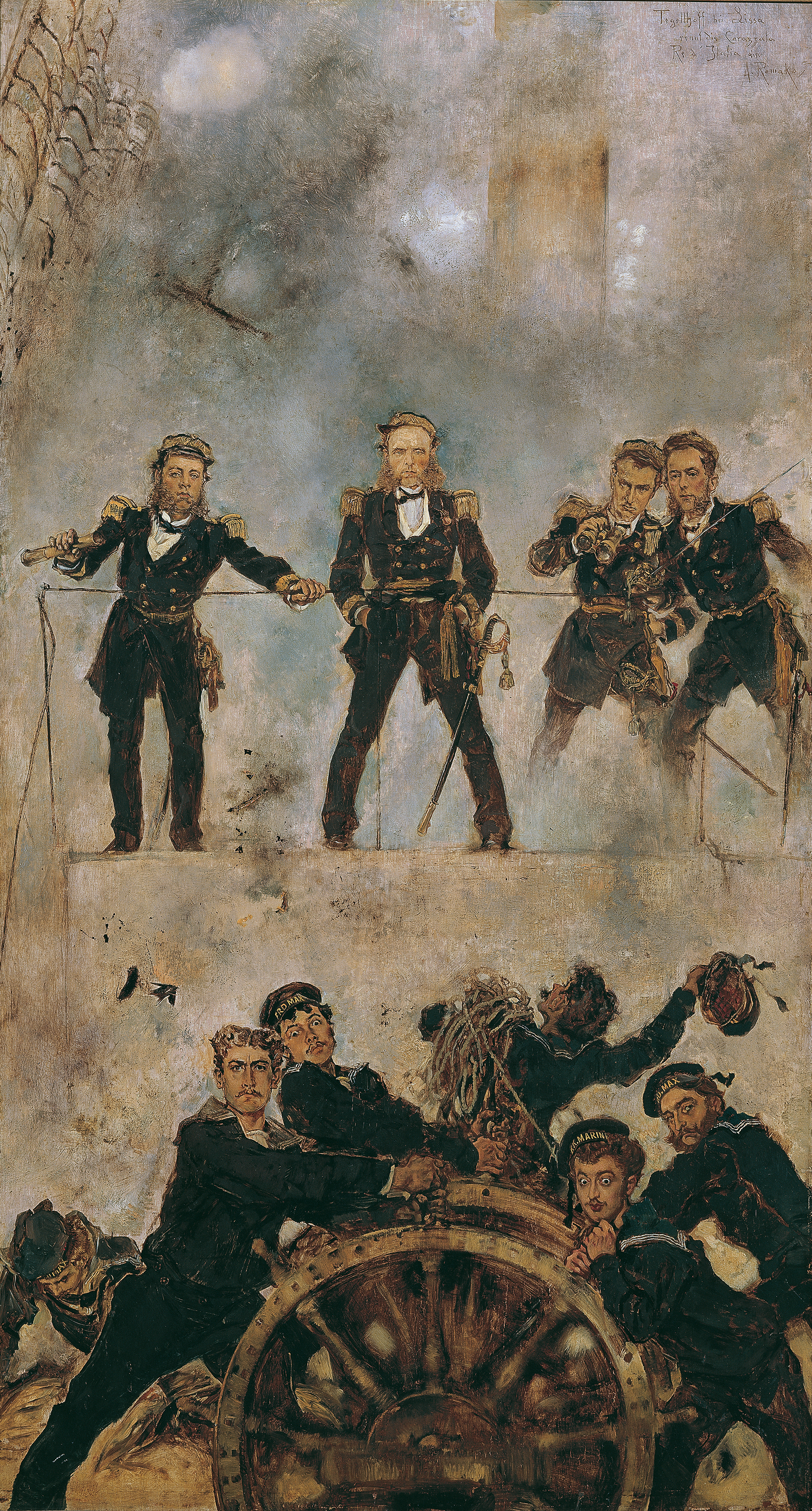
Anton Romako: Tegethoff in der Seeschlacht bei Lissa I, 1878–1880, Belvedere, Wien

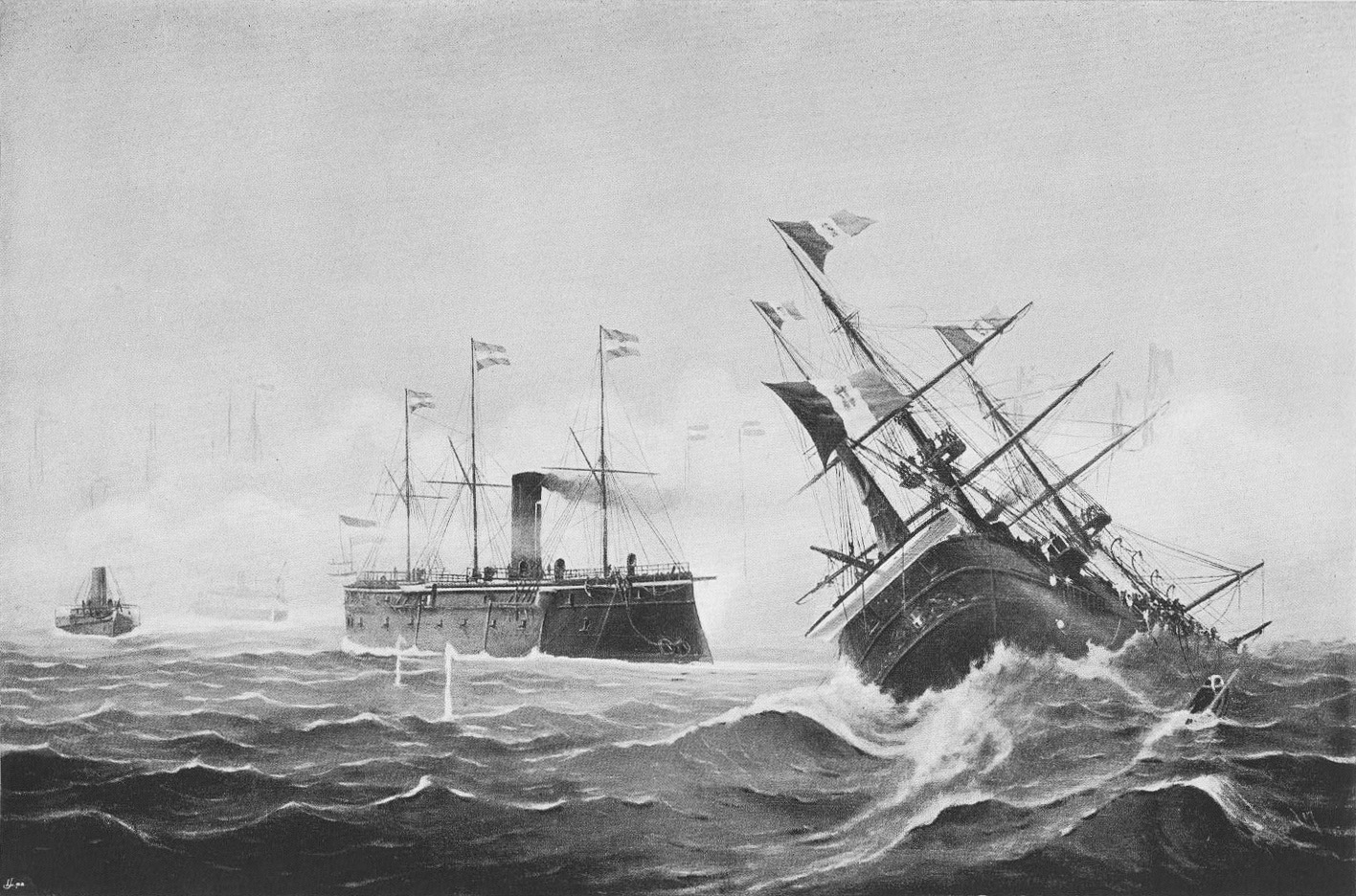
Gustav Kappler malte den Rammstoß des Erzherzog Ferdinand Max bei Lissa. Das gegnerische Flaggschiff Re d'Italia sank nach der Attacke. Reproduziert 1896 und 1908.

Sein Sieg in der Seeschlacht von Lissa am 20. Juli 1866 gegen die italienische Flotte im Dritten Italienischen Unabhängigkeitskrieg machte ihn zum bekanntesten österreichischen Seehelden. Für die Anwendung der Rammtaktik gegen die überlegene italienische Flotte erhielt er das Kommandeurkreuz des Militär-Maria-Theresien-Ordens und wurde zum Vizeadmiral befördert. Einen nicht geringen Anteil an diesem Triumph hatte der Festungskommandant von Lissa, Oberst David Freiherr von Urs de Margina, der die Italiener sehr geschickt in Schach hielt, bis die kaiserliche Flotte ihm zu Hilfe eilen konnte.
1866 bis 1867 unternahm er Studienreisen nach Frankreich, Großbritannien und in die Vereinigten Staaten. Mittlerweile wurde der Kaiserstaat mit dem österreichisch-ungarischen Ausgleich 1867 zur Doppelmonarchie umgebaut.
Als er am 3. Juli 1867 von seiner Studienreise zurückgekehrt war, beauftragte Kaiser Franz Joseph I. persönlich ihn mit der Heimholung des Leichnams seines am 19. Juni 1867 in Mexiko hingerichteten Bruders Maximilian. Auf der Novara, auf der der spätere Kommandant der österreichischen Kriegsmarine und Kaiser von Mexiko einst als junger Erzherzog seine Laufbahn als Marineoffizier begonnen hatte, schiffte Tegetthoff sich ein, um die sterblichen Überreste seines großen Förderers in die Heimat zu bringen. Der Vizeadmiral konnte diese heikle Aufgabe zur vollsten Zufriedenheit des Kaisers erledigen. Am 25. Februar 1868 wurde er zum Marineoberkommandanten und Chef der Marinesektion ernannt.

### Admiral und Marinekommandant
Von 1865 bis zu seinem Tode füllte Tegetthoff die Funktion eines Marinekommandanten aus. Erzherzog Leopold, ab 1865 Marinetruppen- und Flotteninspector, wurde von Franz Joseph I. am 25. Februar 1868 seines Postens enthoben. Der Kaiser ernannte gleichzeitig Vizeadmiral Tegetthoff in Nachfolge von Vizeadmiral Ludwig von Fautz zum Chef der Marinesektion und somit Stellvertreter des Reichskriegsministers für Marineangelegenheiten und gleichzeitig zum neuen Commandanten Sr. Majestät Kriegsmarine und vereinigte so alle Funktionen in seiner Person. Durch die gebündelte Befehlsgewalt konnte er – gegen den Widerstand des Generalstabs – seine Reformvorhaben bezüglich der österreichischen Kriegsmarine in kurzer Zeit bis zu seinem frühen Tod vorantreiben. Seine Innovationen blieben bis zur Niederlage und zum Ende der Doppelmonarchie im Herbst 1918 in Kraft.

### Tod
Tegetthoff machte 1870 wegen gesundheitlicher Probleme eine Kur in St. Radegund bei Graz. Er erkrankte 1871 an einer Lungenentzündung und starb daran am 7. April 1871. Er wurde mit militärischen Ehren verabschiedet, danach zunächst auf dem Matzleinsdorfer Friedhof in Wien beigesetzt und 1872 wegen dessen Auflassung in die Familiengruft nach Graz überführt. Sein Grab befindet sich auf dem St.-Leonhard-Friedhof in Graz. Er hinterließ seinen Brüdern sein Vermögen: die bescheidene Summe von 267 Gulden und 40 Kreuzern.

## Ehrungen

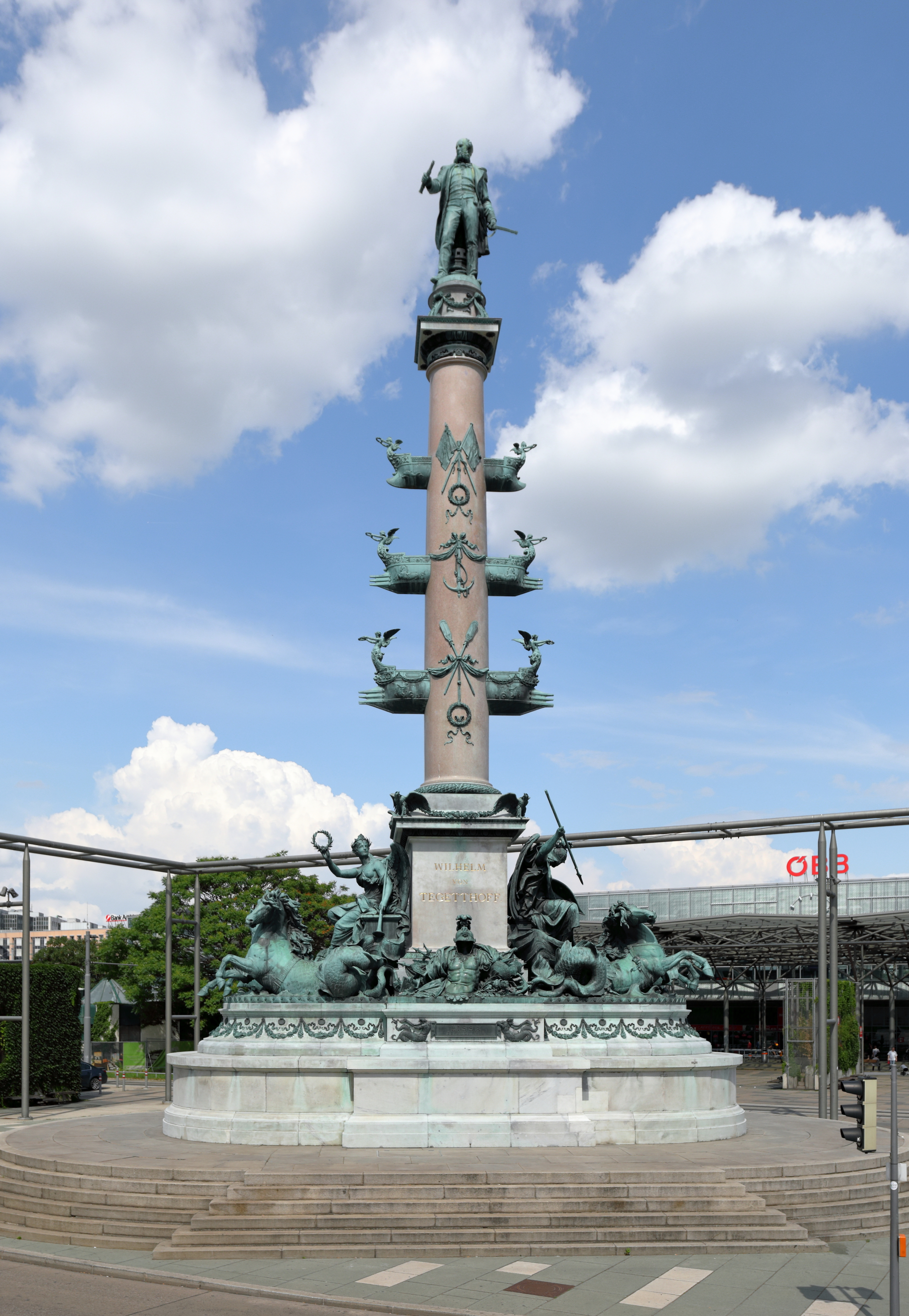
Das Tegetthoff-Denkmal am Praterstern in Wien; 1886 enthüllt

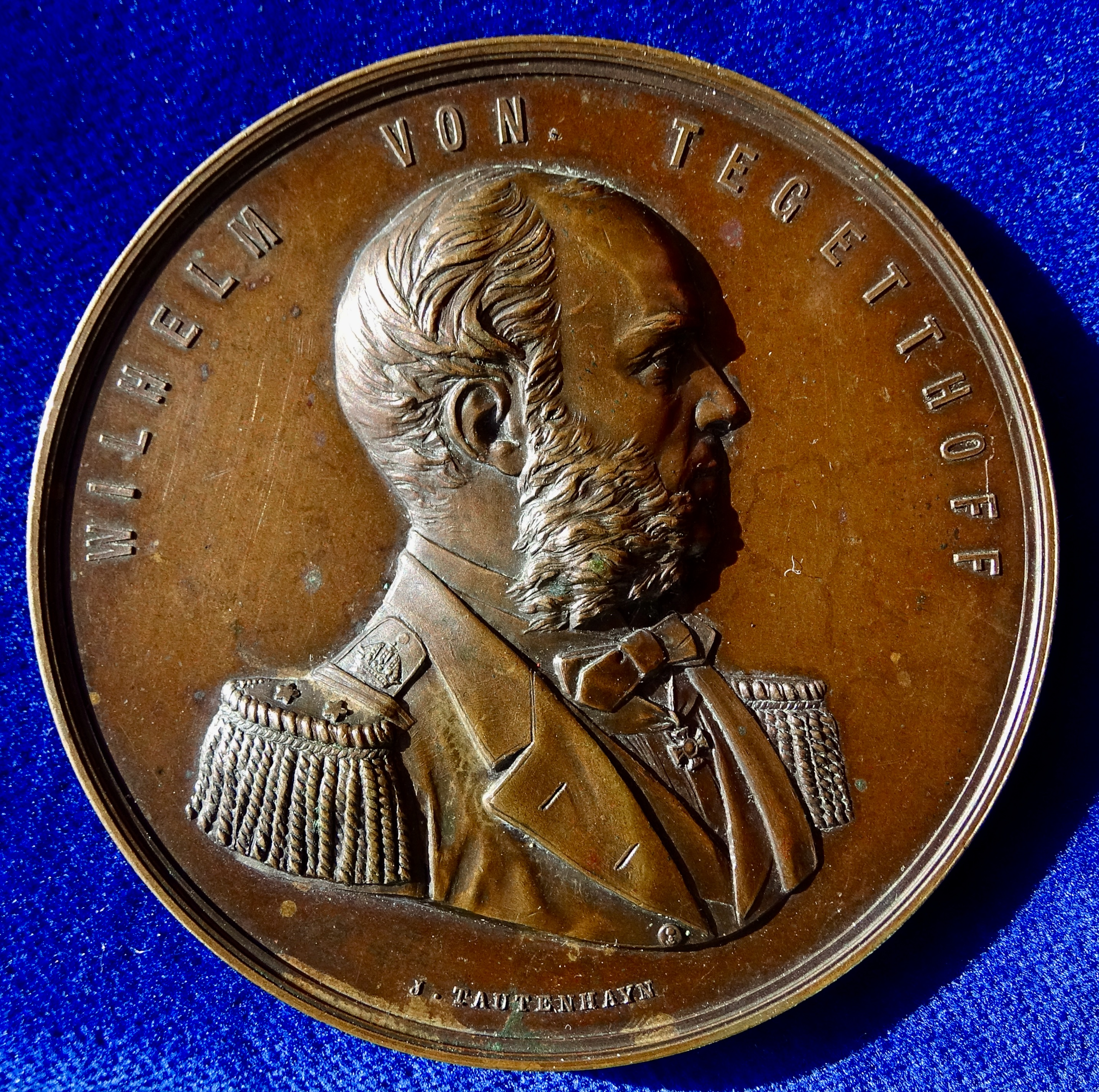
Pola 1877, Vorderseite der Medaille von Josef Tautenhayn auf die Enthüllung seines Denkmals

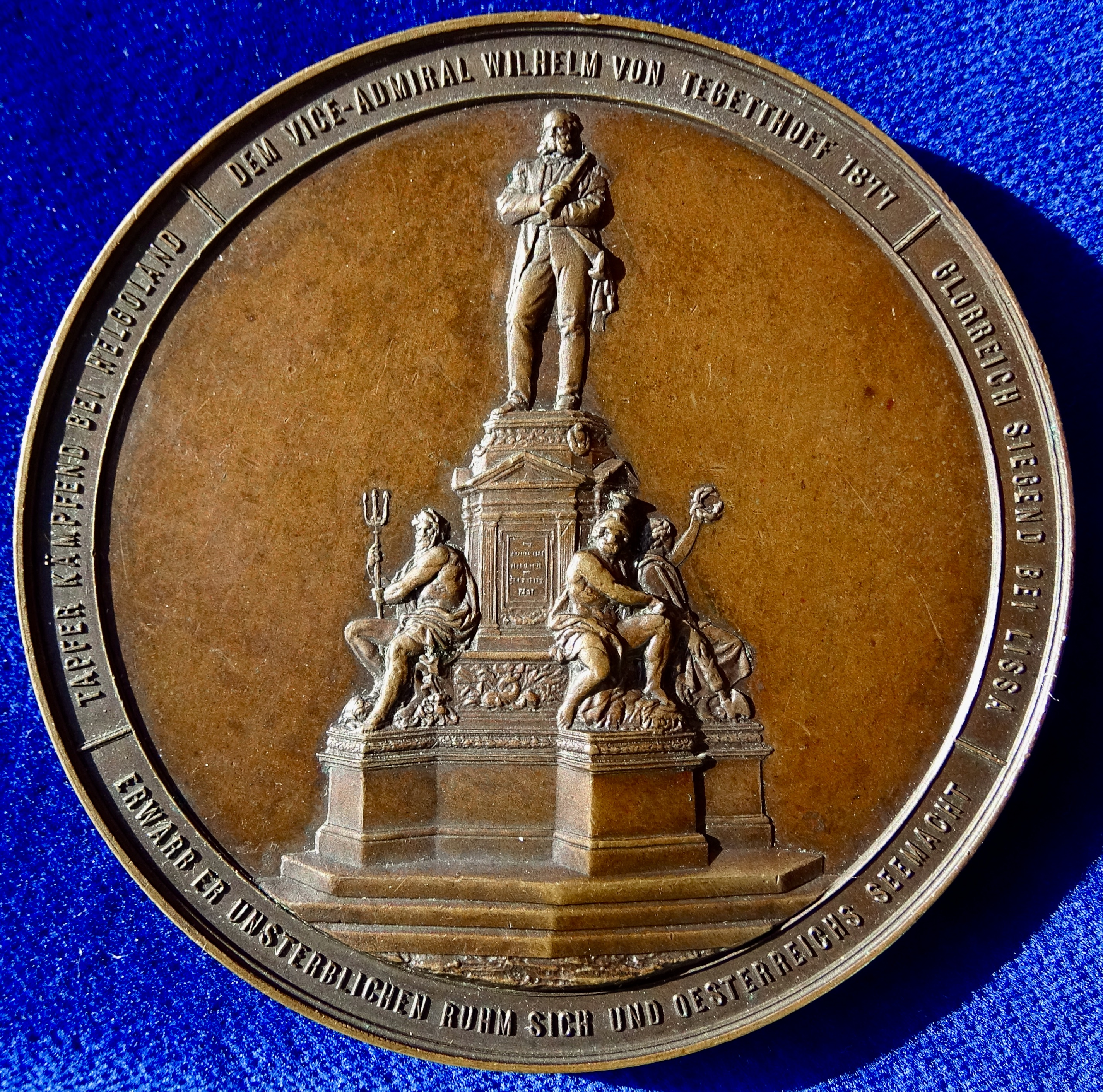
Die Rückseite dieser Medaille mit dem Denkmal von Carl Kundmann

### Wien
- 1866 wurde in Wien-Landstraße (3. Bezirk) die Lissagasse nach der Seeschlacht von Lissa benannt.
- 1877 erhielt in der Inneren Stadt die vom Neuen Markt abzweigende und zur Ecke Albertinaplatz / Maysedergasse gegenüber dem Palais Erzherzog Albrecht führende Gasse den Namen Tegetthoffstraße.
- Seit 1886 erinnert das Tegetthoff-Denkmal von Carl Kundmann und Carl von Hasenauer auf dem Wiener Praterstern an ihn
- 1914 wurde im 20. Bezirk, Brigittenau, die Helgolandgasse nach dem Seegefecht bei Helgoland benannt.
- In Wien fährt ein Unterhaltungsschiff der DDSG Blue Danube unter dem Namen Admiral Tegetthoff.
- Die ehemalige Marinekaserne Tegetthoff im 19. Bezirk erhielt seinen Namen.

### Graz

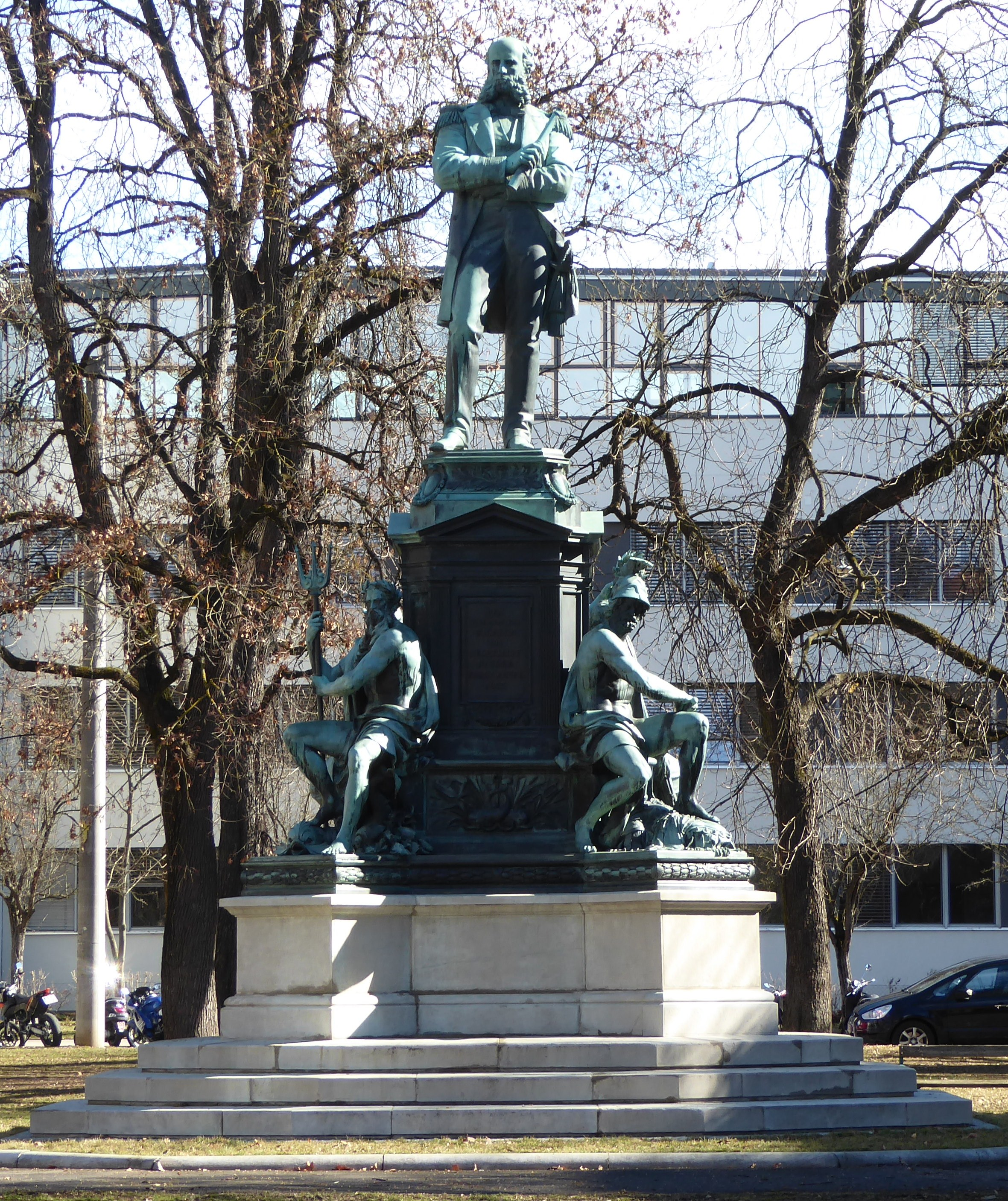
Tegetthoff-Denkmal in Graz

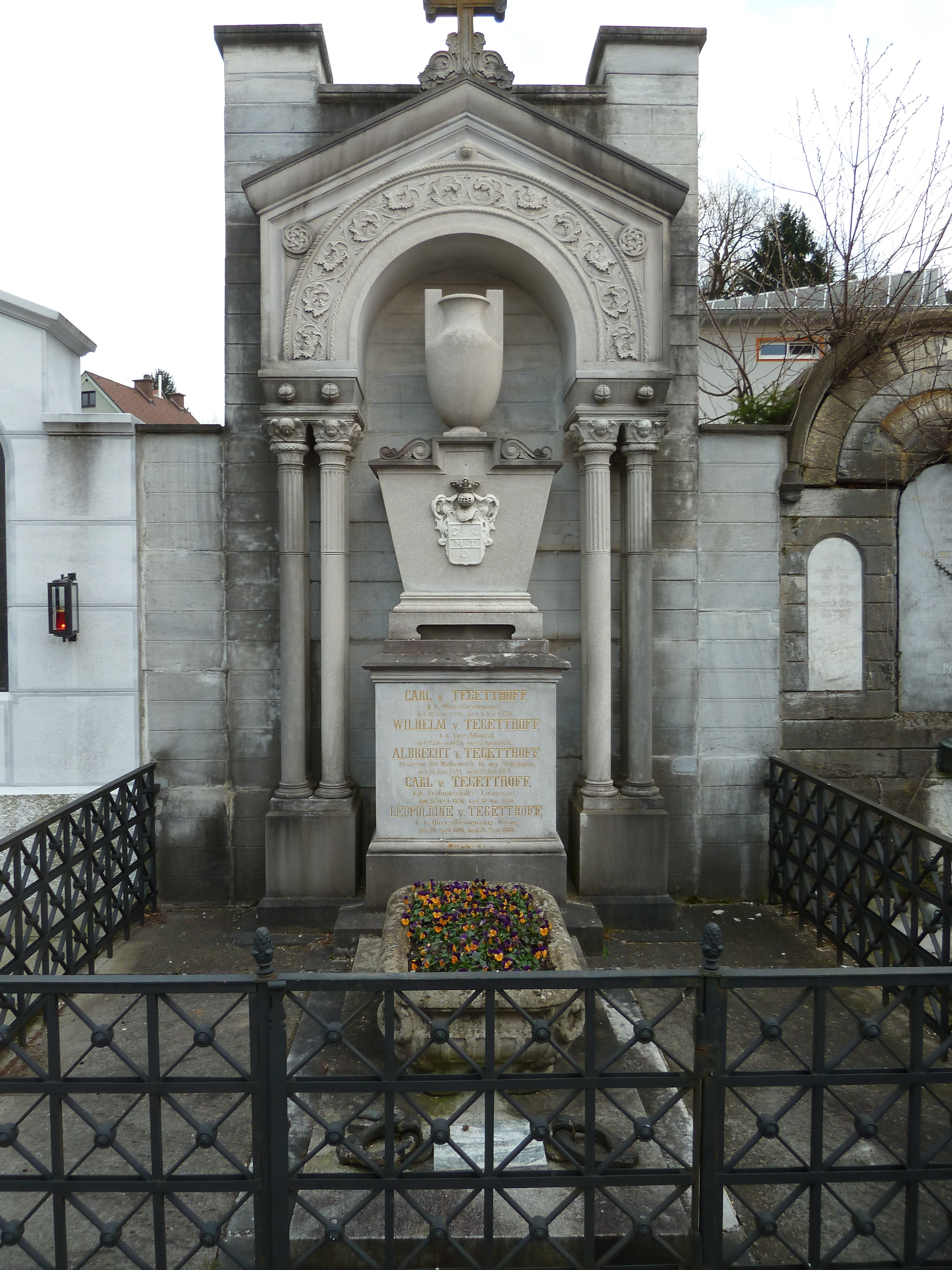
Grabmal Tegetthoffs am St.-Leonhard-Friedhof in Graz

- In seiner Heimatstadt Graz wurde die 1975 fertiggestellte Murbrücke in Verlängerung der Belgiergasse Tegetthoffbrücke benannt.
- Im Grazer Bezirk Gries liegt eine Lissagasse.
- In St. Radegund bei Graz erinnert auf dem Polenfels der 1871 errichtete Tegetthoff-Stein an seine Anwesenheit von 1870.
- Die Villa Tegetthoff, in der er in St. Radegund während seines Kuraufenthaltes Quartier bezogen hatte, trägt seinen Namen; eine 1988 von der Marinekameradschaft Tegetthoff-Graz gestiftete Marmortafel verweist auf ihn.[14]

### Pola, dann Graz
In Pola im Kronland Istrien, dem Hauptkriegshafen der k.u.k. Kriegsmarine, wurde 1877 das von Carl Kundmann gestaltete und von der k. k. Kunst-Erzgießerei in Wien gegossene Denkmal für Tegetthoff mit der Inschrift errichtet: „Tapfer kämpfend bei Helgoland, glorreich siegend bei Lissa, erwarb er unsterblichen Ruhm sich und Österreichs Seemacht.“ Nach dem Zerfall der Habsburgermonarchie kam Pola 1918 zu Italien, gegen das Tegetthoff zur See gekämpft hatte. Das Denkmal wurde daher abgebaut und in Venedig eingelagert. Danach versuchte der Marineverband lange vergeblich die Herausgabe an Österreich zu erreichen. Erst nach der Annäherung Italiens unter Benito Mussolini reiste der Grazer Bürgermeister Hans Schmid 1935 nach Venedig und organisierte den Transport und die Wiedererrichtung in Graz St. Leonhard auf dem Tegetthoffplatz an der Elisabethstraße, zwei Häuserblöcke stadteinwärts seiner letzten Ruhestätte. Der vormalige Elisabethplatz war dafür extra umbenannt worden.
Die etwa 3,5 Meter hohe und etwa 1,5 Tonnen schwere Bronzestatue wurde 2013 wegen Korrosionsschäden vom Podest in 4 Meter Höhe entfernt und zur Restauration eingelagert. In der Diskussion über die Wiederaufstellung sprach sich der Bezirksrat dafür aus. In Kooperation mit dem Bundesdenkmalamt sollte das gesamte Standbild 2016 mit Kosten von 250.000 € restauriert werden. Im Herbst 2016 wurde das sanierte Denkmal wieder aufgestellt.

### Weitere Orte
- Das Tegetthoff-Denkmal von Heinrich Fuss in Marburg wurde 1883 von Kaiser Franz Joseph I. enthüllt.[20] Nach dem Ersten Weltkrieg wurde das Denkmal abgetragen; die Büste befindet sich heute im Landesmuseum von Marburg.[21]
- In Linz gibt es eine Tegetthoffstraße in der Nähe des Hauptbahnhofes.
- In Dornbirn, im Bezirk Dornbirn-Hatlerdorf, erhielt eine Straße seinen Namen.

### Schiffe und geografische Bezeichnung
- Das für eine Expedition gebaute Schiff der österreichisch-ungarischen Polarexpedition von Julius Payer und Karl Weyprecht, 1872–1874, wurde S/X Admiral Tegetthoff getauft.
- Der Teil der Hall-Insel, den die Expedition 1873 als ersten der Inselgruppe erblickte, trägt seitdem den Namen Kap Tegetthoff (Mys Tegetchof).
- Die größte und stärkste Schlachtschiffklasse der k.u.k. Marine wurde als Tegetthoff-Klasse (mitunter auch Viribus-Unitis-Klasse) bezeichnet und umfasste die vier Schiffe Viribus Unitis, Prinz Eugen, Szent István und Tegetthoff, gebaut ab 1910.
- Der 1938 gebaute Schwere Kreuzer Prinz Eugen der deutschen Kriegsmarine sollte nach Tegetthoff benannt werden, doch wurde befürchtet, dass damit das verbündete Italien verärgert würde.

## Museale Rezeption
Im Heeresgeschichtlichen Museum in Wien, wo die Geschichte der österreichischen Marine im Detail dokumentiert ist, befinden sich mehrere Erinnerungsstücke und persönliche Gegenstände Tegetthoffs. So werden zahlreiche Porträts gezeigt, darunter auch eines von Georg Decker. Weiters sind Tegetthoffs Säbel, mehrere Fotografien, sein Kommandeurkreuz des Militär-Maria-Theresia-Ordens und ein Ehrengeschenk der Stadt Triest in Form eines goldenen Tafelaufsatzes ausgestellt.